# Макеба, Мириам
Мириам Макеба (англ. Miriam Makeba; 4 марта 1932 года, Йоханнесбург, Трансвааль, Южно-Африканский Союз — 9 ноября 2008 года, Италия) — южноафриканская певица, борец за гражданские права. Обладательница премии «Грэмми». Была известна также как Мама Африка.

## Биография

### Ранние годы

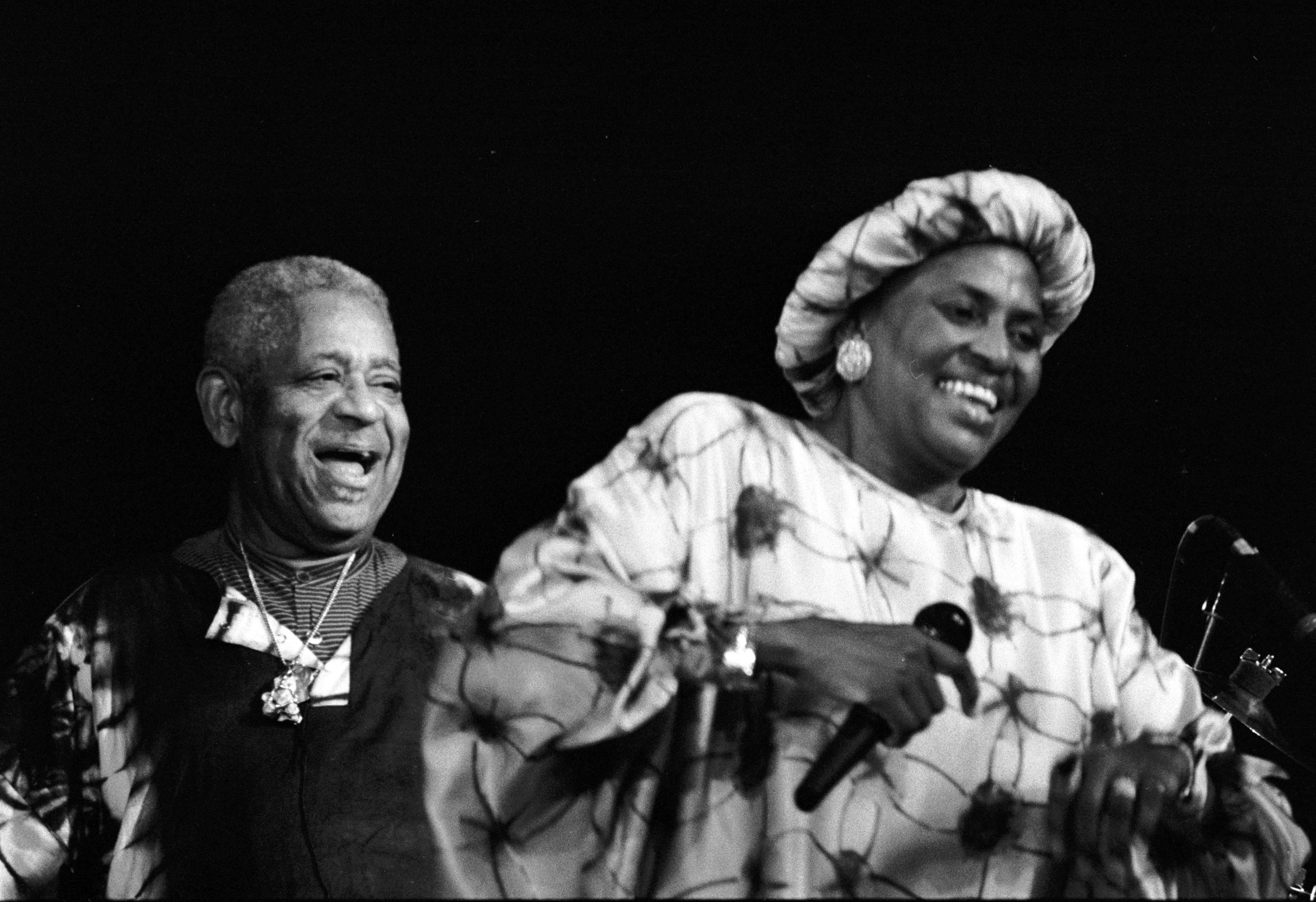
Мириам Макеба и Диззи Гиллеспи во время совместного концерта в 1991 году.

Родилась в Йоханнесбурге 4 марта 1932 года. Её родители принадлежали к группе народов банту. Мать была из народности свази. Отец, умерший, когда Мириам было 6 лет, принадлежал к народу коса. Ребёнком Мириам Макеба училась пению в подготовительном институте Килмертон в Претории, который посещала в течение восьми лет.
Первоначально Мириам Макеба гастролировала с любительской группой. Её профессиональная карьера началась в 1950-х годах в южноафриканской группе Manhattan Brothers. Затем она сформировала собственную группу, The Skylarks, исполняющую смесь джаза и традиционных мелодий Южной Африки.
В 1959 году совместно с будущим мужем Хью Масекелой участвовала в мюзикле «Кинг-Конг». Хотя Мириам Макеба уже была успешной исполнительницей, она получала небольшие деньги за каждую запись, не получая при этом никаких авторских вознаграждений. Поэтому для продолжения карьеры она стремилась уехать в США. Перелом произошёл после съёмок в документальном фильме 1959 года «Вернись, Африка» независимого автора Лайонела Рогозина. Мириам Макеба посетила Венецианский кинофестиваль, где состоялась премьера фильма.

### Изгнание
Покинув ЮАР, Мириам Макеба переехала в Лондон, где встретила Гарри Белафонте, который помог ей получить известность и стать знаменитой в Америке. Там она записала многие свои известные хиты, в том числе «Пата Пата», «The Click Song» («Къонгкъотване», «Qongqothwane» на языке коса), «Малайка». В 1966 году совместно с Белафонте получила премию «Грэмми» за лучший альбом в этническом (фольклорном) стиле. Получивший награду альбом An Evening with Belafonte/Makeba (Вечер с Белафонте и Макебой) был посвящён плачевному положению чернокожего населения ЮАР.
Когда в 1960 году в связи со смертью матери Мириам Макеба попыталась вернуться в ЮАР, она обнаружила, что её паспорт аннулирован. В 1963 году, после выступления против апартеида в ООН, она была лишена гражданства ЮАР и права вернуться в страну. В связи с этим ей предоставили почётное гражданство десяти стран, она имела девять паспортов.
В 1968 году вышла замуж за афроамериканского активиста тринидадского происхождения, борца за гражданские права Стокли Кармайкла. Этот брак вызвал критику в США, результатом чего стала отмена уже запланированных записей и концертов певицы. В связи с этим супруги переехали в Гвинею, где стали близкими друзьями семьи президента Ахмеда Секу Туре. После развода в 1973 году Мириам Макеба продолжила выступления в основном в Африке, Южной Америке и Европе. Она выступала во время знаменитой встречи Мохаммеда Али и Джорджа Формана в Заире в 1974 году. Была также представителем Гвинеи в ООН, за что получила премию имени Дага Хаммаршёльда в 1986 году.

### Возвращение в Южную Африку
В 1990 году Нельсон Мандела убедил Мириам Макебу вернуться на родину. В ноябре 1991 года она участвовала в качестве приглашённой гостьи в «Шоу Косби», снявшись в эпизоде «Оливия выходит из заточения». В 1992 году она снялась в одной из главных ролей в фильме «Сарафина!» о молодёжных волнениях 1976 года в ЮАР. Участвовала также в документальном фильме 2002 года «Amandla!: A Revolution in Four-Part Harmony», где вместе с другими участниками вспоминала дни апартеида.
В январе 2000 года её альбом «Родина» (Homeland), выпущенный в ЮАР, был номинирован на «Грэмми» в категории «Лучший иностранный альбом». В 2001 году награждена Медалью мира имени Отто Гана за «выдающиеся заслуги в области борьбы за мир и взаимопонимание между народами». В 2002 году разделила Polar Music Prize с россиянкой Софией Губайдулиной. В 2004 году избрана 38-й в перечне ста выдающихся южноафриканцев. В 2005 году начала прощальное мировое турне с концертами во всех странах, которые посещала за годы карьеры. По некоторым сведениям, в последние годы жизни страдала от артрита.

### Смерть
9 ноября 2008 года Мириам Макеба почувствовала себя плохо во время исполнения сборного концерта в свою честь, проходившего в Италии, вблизи города Казерта. Концерт был организован в поддержку писателя Роберто Савиано в его противостоянии Каморре, неаполитанской мафиозной организации. С певицей случился сердечный приступ после исполнения ею хита «Пата Пата» (Pata Pata). Она была доставлена в больницу, однако помочь ей не удалось, и Мириам Макеба скончалась.

## Дискография

### Студийные альбомы
- Miriam Makeba: 1960 — RCA LSP2267
- The Many Voices Of Miriam Makeba: 1960 — Kapp KL1274
- The World Of Miriam Makeba: 1963 — RCA LSP2750
- Makeba: 1964 — RCA LSP2845
- Makeba Sings: 1965 — RCA LSP3321
- An Evening With Belafonte/Makeba (с Гарри Белафонте): 1965 — RCA LSP3420
- The Magic of Makeba: 1965 — RCA LSP3512
- The Magnificient Miriam Makeba: 1966 — Mercury 134016
- All About Miriam: 1966 — Mercury 134029
- Miriam Makeba In Concert!: 1967 — Reprise RS6253
- Pata Pata: 1967 — Reprise RS6274
- Makeba!: 1968 — Reprise RS6310
- Live in Tokyo: 1968 — Reprise SJET8082
- Keep Me In Mind: 1970 — Reprise RS6381
- A Promise: 1974 — RCA YSPL1-544
- Live In Conakry — Appel A L’Afriqu: 1974 — Sonodisc SLP22
- Miriam Makeba & Bongi: 1975 — Sonodisc SLP48
- Live in Paris: 1977 — CD6508
- Country Girl: 1978 — Sonodisc ESP165518
- Comme Une Symphonie d’Amour: 1979
- Sangoma: 1988 — WB 925673-1
- Welela: 1989 — Gallo CDGSP3084
- Eyes On Tomorrow: 1991 — Gallo CDGSP3086
- Sing Me A Song: 1993 — CDS12702
- Homeland, 2000 — Putumayo PUTU1642
- Live at Berns Salonger, Stockholm, Sweden, 1966: 2003 — Gallo Music GWVCD-49
- Reflecting, 2004 — Gallo Music GWVCD-51
- Makeba Forever, 2006, Gallo Music CDGURB-082

### Сборники
- The Queen Of African Music — 17 Great Songs, 1987
- Africa 1960-65 recordings, 1991
- Eyes On Tomorrow, 1991
- The Best Of Miriam Makeba & The Skylarks: 1956—1959 recordings, 1998
- Mama Africa: The Very Best Of Miriam Makeba, 2000
- The Guinea Years, 2001
- The Definitive Collection, 2002
- The Best Of The Early Years, 2003